# La Frette (Saône-et-Loire)
La Frette ist eine französische Gemeinde im Département Saône-et-Loire in der Region Bourgogne-Franche-Comté. Sie gehört zum Arrondissement Louhans und zum Kanton Cuiseaux. Die Gemeinde hat 251 Einwohner (Stand 1. Januar 2022), sie werden Frettards, resp. Frettardes genannt.

## Geografie

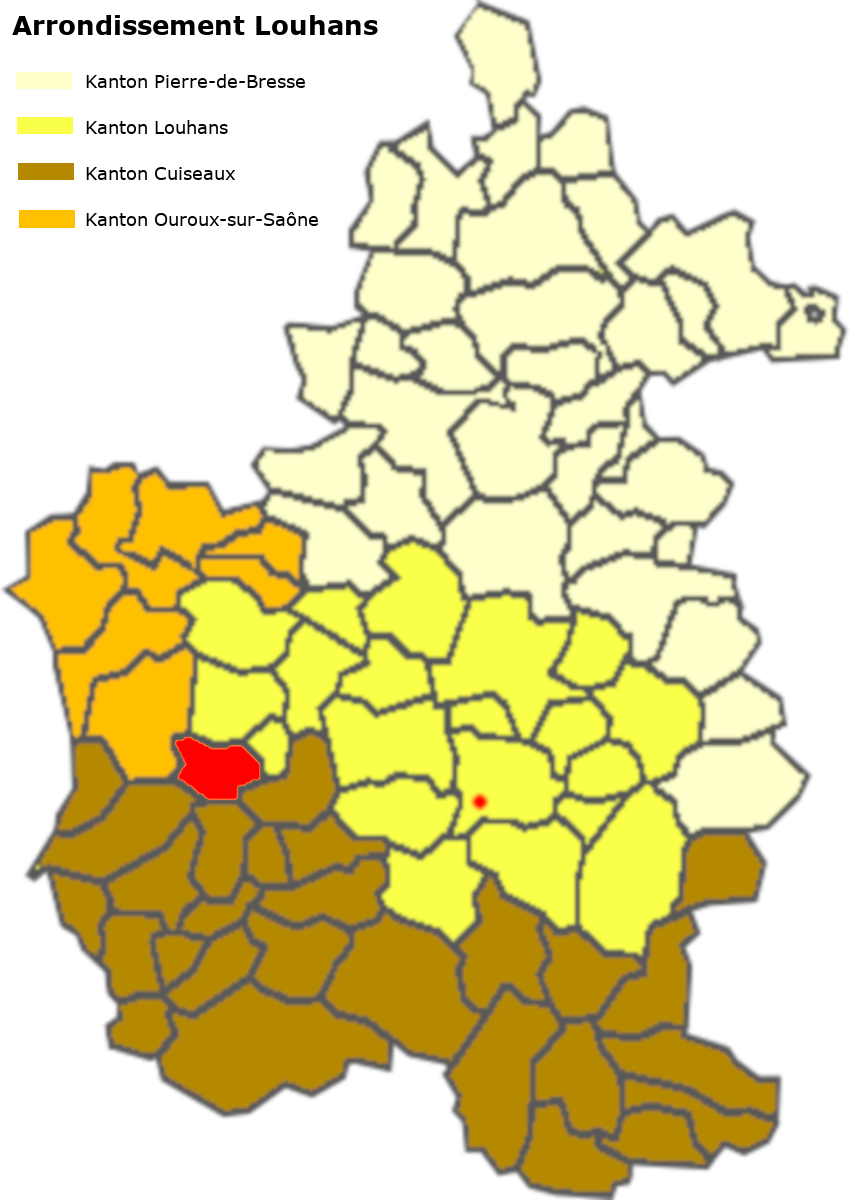
Lage der Gemeinde im Arrondissement Louhans

La Frette liegt in der Landschaft Bresse im Südwesten des Arrondissement Louhans. Im Südosten bildet das Flüsschen La Serrée einen Teil der Gemeindegrenze, sonst finden sich lediglich Biefs, künstlich angelegte Wasserläufe, die rund 30 Étangs entwässern. In der Gemeinde befinden sich keine wichtigen Straßenverbindungen. Der Bourg befindet sich ziemlich zentral im Gemeindegebiet, die peripheren Gebiete sind recht stark bewaldet. Zur Gemeinde gehören die folgenden Weiler und Fluren: la Bêcherie, Bois-Bouchet, le Bois-Philibert, la Boulée, les Boussèches, le Chalet, Champteint, Chapeau-Blanc, la Collonge, le Colombier, la Crenière, la Grange-des-Bois, la Gravière, la Grelay, la Motte, Moulin-David, la Nièvre, le Prey, la Ripatte, Roussot, Sept-Chênes, la Toupe, la Varenne, le Vernois, la Ville.

### Klima
Das Klima in La Frette ist warm und gemäßigt. Es gibt das ganze Jahr über deutliche Niederschläge, selbst der trockenste Monat weist noch hohe Niederschlagsmengen auf. Die Klassifikation des Klimas nach Köppen und Geiger ist Cfb ((Gemäßigtes) Ozeanklima). Die Temperatur liegt im Jahresdurchschnitt bei 12,0 °C. Der wärmste Monat ist der Juli mit einer Durchschnittstemperatur von 21,1 °C, der kälteste der Januar mit 3,3 °C. Über ein Jahr verteilt summieren sich die Niederschläge auf 1056 mm, dabei ist der November mit 113 mm der niederschlagsreichste, während März als trockenster Monat 73 mm aufweist. Über das ganze Jahr werden etwa 2700 Sonnenstunden gezählt.
|                        | Jan | Feb | Mär  | Apr  | Mai  | Jun  | Jul  | Aug  | Sep  | Okt  | Nov  | Dez |   |      |
| Mittl. Temperatur (°C) | 3,3 | 4,0 | 7,5  | 11,2 | 15,0 | 19,1 | 21,1 | 20,7 | 17,0 | 12,9 | 7,4  | 4,1 | ⌀ | 12   |
| Mittl. Tagesmax. (°C)  | 6,3 | 7,7 | 12,0 | 15,7 | 19,4 | 23,8 | 25,8 | 25,5 | 21,4 | 16,9 | 10,5 | 6,9 | ⌀ | 16   |
| Mittl. Tagesmin. (°C)  | 0,7 | 0,6 | 3,2  | 6,4  | 10,3 | 14,2 | 16,2 | 15,9 | 12,8 | 9,3  | 4,5  | 1,6 | ⌀ | 8    |
|                        |     |     |      |      |      |      |      |      |      |      |      |     |   |      |
| Niederschlag (mm)      | 89  | 75  | 73   | 89   | 96   | 78   | 75   | 79   | 88   | 103  | 113  | 98  | Σ | 1056 |

| 0,7 |

| 0,6 |

| 3,2 |

| 6,4 |

| 10,3 |

| 14,2 |

| 16,2 |

| 15,9 |

| 12,8 |

| 9,3 |

| 4,5 |

| 1,6 |

| 0,7 |

| 0,6 |

| 3,2 |

| 6,4 |

| 10,3 |

| 14,2 |

| 16,2 |

| 15,9 |

| 12,8 |

| 9,3 |

| 4,5 |

| 1,6 |

## Toponymie
926 findet sich die erste Erwähnung von Alafracta, 927 wird in den Büchern von Cluny La Fracta erwähnt. Aus welchen Gründen der Name Alafracta entstanden ist, ist unbekannt, er bedeutet gebrochener Flügel und scheint auf die gallo-römische Besiedlungszeit zurückzugehen.

## Geschichte
1107 befindet sich in la Frette ein Priorat des Klosters Gigny, das später an das Kloster Baume-les-Messieurs und schließlich an Sankt-Peter in Mâcon übergeht. La Frette ist ein Lehen der Herren de Ténarre, 1312 wurde Ponce de Ténarre in der Kirche von La Frette beigesetzt, später weitere Familienangehörige. Das Lehen geht anschließend über an die Familie de la Michaudière (in Savigny-sur-Seille), die Bourbonne und d’Avaux, Barone von Loisy.
In den Weilern Bois-Philibert und La Boulée wurden je eine gallo-römische Villa gefunden, in La Bêcherie ein römisches Militärlager, das offensichtlich später ausgebaut und mit Wassergraben umgeben wurde. Ein weiteres Schloss befand sich im Weiler Sept-Chênes.
Die Kirche ist dem Heiligen Paul geweiht und geht zurück bis ins 12. Jahrhundert, vermutlich wurde ein bestehendes Oratorium integriert. Das Kirchenschiff wurde 1851 verlängert, der Turm hatte ursprünglich zwei Arkaden, auf Bildern um 1900 besteht ein Pyramidendach. Anfang des 20. Jahrhunderts wurden die Arkaden wiederhergestellt, 2004 erhielt er wieder das heutige Pyramidendach. Die Tatsache, dass die Glocke einen Sprung hat, führte zum Übernamen Glings der Frettards. Der kleine Chor weist ein Halbkuppelgewölbe auf, die südliche Seitentür stammt aus dem 15. Jahrhundert. Im Inneren ist die Grabplatte von Ponce de Ténarre noch vorhanden, die Christusfigur rechts des Eingangs stammt aus dem 15., die hölzerne Paulsstatuette im Chor aus dem 17. Jahrhundert. Um 1900 war geplant, eine neue Kirche zu bauen, als Folge der Trennung zwischen Kirche und Staat wurde das Projekt fallen gelassen – dadurch wurde die Zerstörung der heutigen Kirche vermieden.
Zwei Biefs vereinigen sich bei Moulin David, dort steht eine Mühle, die jedoch nur im Winter genügend Wasser für den Betrieb erhält. Die Mairie-Schule wurde 1865 erbaut, die alte Mädchenschule 1880. 1855 ließ Herr Chevrier, Richter am Handelsgericht von Chalon-sur-Saône ein Haus im Stil eines Chalets erbauen. Es steht auf einer kleinen Anhöhe und bietet eine bemerkenswerte Rundsicht.

### Die Herren von La Frette
Im 11. Jahrhundert bestand in la Frette ein Priorat des Klosters Gigny. Dieses ging später an die Benediktinerabtei Saint-Pierre in Baume-les-Messieurs und noch später an das Kapitel Saint-Pierre bei Mâcon. Die Kirche von la Frette geht auf diese Zeit zurück.
Im Weiler La Bêcherie bestand ein Schloss mit Schlossgräben, das den de Ténarre gehörte. 1312 wurde in der Kirche von la Frette einer der Herren des Ortes, Ponce de Ténarre beigesetzt. Später gelangte die Herrschaft zur Baronie Loisy und teilte ihr Schicksal.
in Sept-Chênes bestand ein Schloss mit Schlossgräben, das ebenfalls den de Ténarre gehörte. 1715 war es an den Marquis de Bourbonne übergegangen und später an den Grafen d'Avaut und war ebenfalls Bestandteil der Baronie Loisy.
Noch 1640 war Pierre de Ténarre, Deputierter in den Generalständen, Herr von Ténarre, la Vanoise, Ormes, la Frette, Sept-Chênes, la Bêcherie. Damals war das heutige Gemeindegebiet in einer Hand.

### Heraldik
Die Gemeinde verwendet seit 27. November 2012 dieses Wappen, das auf der Mairie sichtbar ist. Blasonierung: In Blau drei goldene Sparren, begleitet von drei goldenen Spornrädchen, zwei im Schildhaupt, eines im Schildfuss. Der Gemeinderat beabsichtigte, das Wappen der de Ténarre zu verwenden und stellte der Commission Nationale d'Héraldique einen entsprechenden Antrag. Das Wappen mit den drei Sparren auf Blau wird jedoch schon von anderen Gemeinden verwendet (z. B. Vron und Y, beide im Département Somme). Aus diesem Grunde musste das Wappen leicht abgeändert werden, was durch die Beifügung der Sporenrädlein erfolgte.

## Bevölkerung
| La Frette: Einwohnerzahlen von 1793 bis 2020 | La Frette: Einwohnerzahlen von 1793 bis 2020 | La Frette: Einwohnerzahlen von 1793 bis 2020 | La Frette: Einwohnerzahlen von 1793 bis 2020 | La Frette: Einwohnerzahlen von 1793 bis 2020 |
| --- | -------------------------------------------- | -------------------------------------------- | -------------------------------------------- | -------------------------------------------- |
| Jahr |                                              |                                              |                                              | Einwohner                                    |
| 1793 | 1793                                         |                                              | 467                                          | 467                                          |
| 1800 | 1800                                         |                                              | 360                                          | 360                                          |
| 1806 | 1806                                         |                                              | 543                                          | 543                                          |
| 1821 | 1821                                         |                                              | 547                                          | 547                                          |
| 1831 | 1831                                         |                                              | 546                                          | 546                                          |
| 1836 | 1836                                         |                                              | 509                                          | 509                                          |
| 1841 | 1841                                         |                                              | 515                                          | 515                                          |
| 1846 | 1846                                         |                                              | 517                                          | 517                                          |
| 1851 | 1851                                         |                                              | 510                                          | 510                                          |
| 1856 | 1856                                         |                                              | 571                                          | 571                                          |
| 1861 | 1861                                         |                                              | 544                                          | 544                                          |
| 1866 | 1866                                         |                                              | 604                                          | 604                                          |
| 1872 | 1872                                         |                                              | 617                                          | 617                                          |
| 1876 | 1876                                         |                                              | 639                                          | 639                                          |
| 1881 | 1881                                         |                                              | 620                                          | 620                                          |
| 1886 | 1886                                         |                                              | 606                                          | 606                                          |
| 1891 | 1891                                         |                                              | 599                                          | 599                                          |
| 1896 | 1896                                         |                                              | 543                                          | 543                                          |
| 1901 | 1901                                         |                                              | 544                                          | 544                                          |
| 1906 | 1906                                         |                                              | 578                                          | 578                                          |
| 1911 | 1911                                         |                                              | 571                                          | 571                                          |
| 1921 | 1921                                         |                                              | 515                                          | 515                                          |
| 1926 | 1926                                         |                                              | 503                                          | 503                                          |
| 1931 | 1931                                         |                                              | 492                                          | 492                                          |
| 1936 | 1936                                         |                                              | 444                                          | 444                                          |
| 1946 | 1946                                         |                                              | 427                                          | 427                                          |
| 1954 | 1954                                         |                                              | 401                                          | 401                                          |
| 1962 | 1962                                         |                                              | 336                                          | 336                                          |
| 1968 | 1968                                         |                                              | 321                                          | 321                                          |
| 1975 | 1975                                         |                                              | 306                                          | 306                                          |
| 1982 | 1982                                         |                                              | 272                                          | 272                                          |
| 1990 | 1990                                         |                                              | 238                                          | 238                                          |
| 1999 | 1999                                         |                                              | 210                                          | 210                                          |
| 2009 | 2009                                         |                                              | 211                                          | 211                                          |
| 2014 | 2014                                         |                                              | 247                                          | 247                                          |
| 2020 | 2020                                         |                                              | 237                                          | 237                                          |
| Quelle(n): EHESS/Cassini bis 2006, ab 2009 INSEE Anmerkung(en): • Ab 1962 offizielle Zahlen ohne Einwohner mit Zweitwohnsitz • Höchste Einwohnerzahl 1876 mit 639, tiefste Einwohnerzahl 1999 mit 210 (32,9 % vom Maximum) |                                              |                                              |                                              |                                              |

| Bevölkerungsstruktur | Anzahl Einwohner | männlich | weiblich | davon Ausländer | Anteil % |
| -------------------- | ---------------- | -------- | -------- | --------------- | -------- |
|                      | 244              | 128      | 116      | 11              | 4,5      |

| Männer | Alterstufe | Frauen |
| ------ | ---------- | ------ |
| 0      | 90 + älter | 3      |
| 16     | 75–89      | 13     |
| 29     | 60–74      | 29     |
| 31     | 45–59      | 24     |
| 23     | 30–44      | 22     |
| 15     | 15–29      | 8      |
| 14     | 0–14       | 17     |

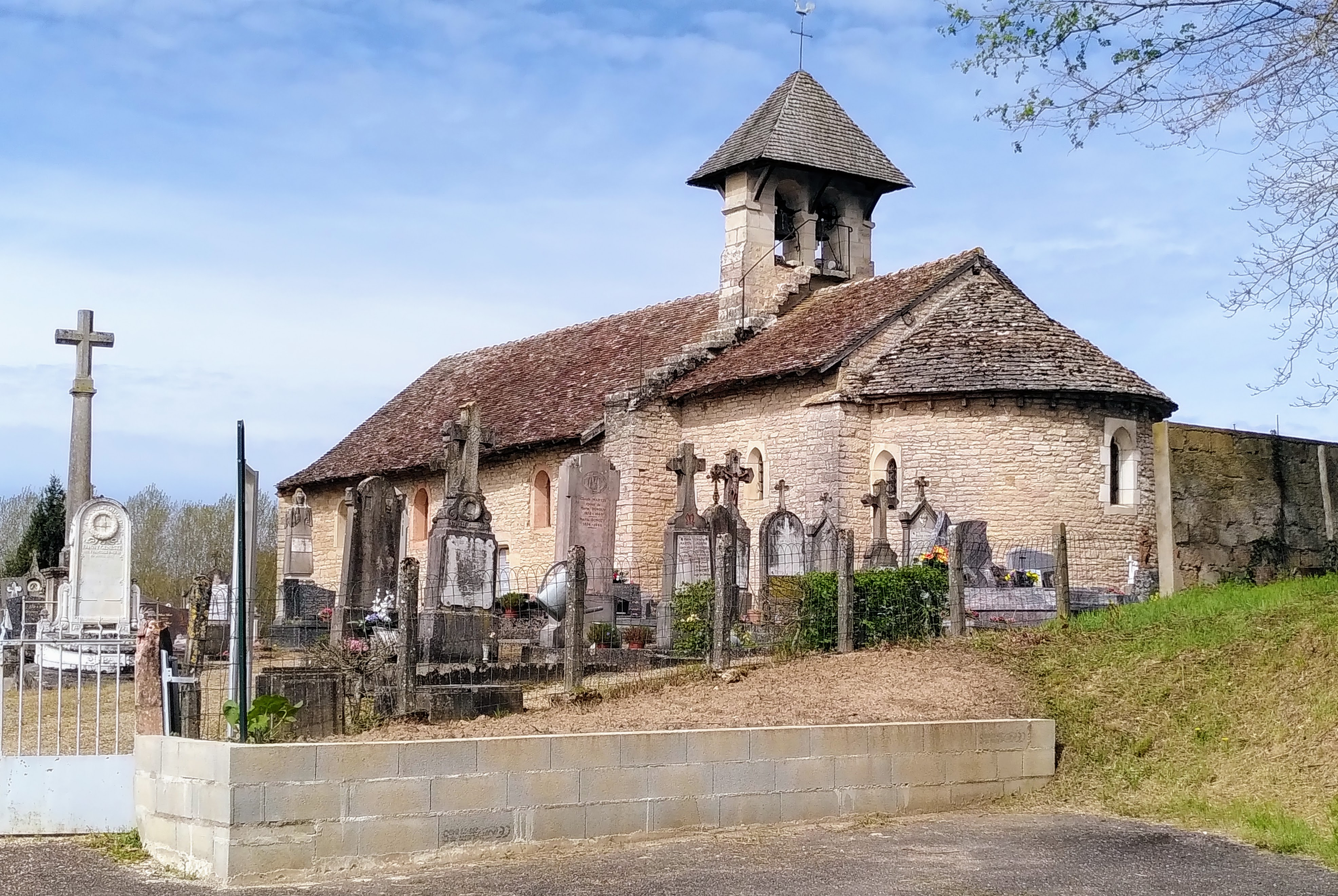
Kirche Conversion-de-Saint-Paul von La Frette’

Die Bevölkerungsstruktur zwischen Männern und Frauen weist einen leichten Überhang zugunsten der Männer auf, die 52,5 % der Bevölkerung ausmachen, wobei 41 % der Einwohner jünger als 45 Jahre sind. Demgegenüber sind 37 % der Bevölkerung älter als 60 Jahre und damit im Rentenalter.
| Wohnstruktur               | Anzahl Wohneinheiten | davon Häuser | Wohnungen | sonstige |
| -------------------------- | -------------------- | ------------ | --------- | -------- |
|                            | 151                  | 148          | 1         | 2        |
| davon Hauptwohnsitz        | 117                  |              |           |          |
| Zweit- oder Ferienwohnsitz | 26                   |              |           |          |
| vakant                     | 8                    |              |           |          |

## Wirtschaft und Infrastruktur

### Unternehmen, Betriebe, Ladengeschäfte und Einrichtungen
In der Gemeinde befinden sich nebst Mairie und Kirche folgende Unternehmen nach Branchen:
| Branche                                                           | Anzahl Betriebe |
| ----------------------------------------------------------------- | --------------- |
| Industrie und verarbeitendes Gewerbe                              | 1               |
| Baugewerbe                                                        | 3               |
| Groß- und Einzelhandel, Verkehr, Beherbergung und Gastronomie     | 3               |
| Information und Kommunikation                                     |                 |
| Finanz- und Versicherungsdienstleistungen                         |                 |
| Grundstücks- und Wohnungswesen                                    |                 |
| Freiberufliche, wissenschaftliche und technische Dienstleistungen |                 |
| Öffentliche Verwaltung, Unterricht, Gesundheits- und Sozialwesen  |                 |
| Sonstige Dienstleistungen                                         | 1               |
| Land- und Forstwirtschaftsbetriebe                                | 9               |

In der Gemeinde befinden sich ein Coiffeursalon, ein Restaurant, eine Schreinerei/Zimmerei und ein Elektriker. Mit den Gütern des täglichen Bedarfs versorgen sich die Einwohner in Saint-Germain-du-Bois oder in Louhans.

### Geschützte Produkte in der Gemeinde
Als AOC-Produkte sind in La Frette Crème et beurre de Bresse zugelassen, ferner Volaille de Bresse und Dinde de Bresse.

### Bildungseinrichtungen
In der Gemeinde besteht eine École primaire (École maternelle und École élémentaire), die der Académie de Dijon untersteht und von 18 Schülern besucht wird. Für die Schule gilt der Ferienplan der Zone A.

## Sehenswürdigkeiten
- Kirche Saint-Paul aus dem 11. Jahrhundert, Beschreibung und Fotos der Kirche[20]

## Persönlichkeiten
- Louis Thibaudet (1901–1980), Kunstmaler, Professor an der École Nationale des Beaux-Arts in Bourges.